# Массена (станция метро)
«Массена́» (фр. Masséna) — станция линии A Лионского метрополитена. Открыта 2 мая 1978 года.

## Расположение
Станция находится в 6-м округе Лиона, в квартале Бротто. Платформа станции расположена под проспектом Виттон (фр. cours Vitton) между улицами Тет д'Ор (фр. rue de la Tête d’Or) и Массена (фр. rue Masséna). Вход на станцию производится с проспекта Виттон.

## Особенности
Станция открыта 2 мая 1978 года в составе первой очереди Лионского метрополитена от станции Перраш до станции Лоран Бонве — Астробаль.  Состоит из двух путей и двух боковых платформ.  Пассажиропоток в 2006 году составил 241 183 чел./мес.
Расположение станции в этом месте оказалось чисто техническим. Гораздо логичнее было бы поместить станцию на 350 метров восточнее, на оживлённом перекрёстке проспекта Виттон и бульваров Бельж (фр. boulevard des Belges), Анатоль Франс (фр. boulevard Anatole France) и Ботто (фр. Botteaux). Однако, первоначально планировалось сделать ответвление линии A в по бульвару Бельж, в сторону нынешней станции Бротто, а это требовало перенесения станции до ответвления. В результате, ответвление не было построено, а вместо него была сделана полноценная линия B, станция же оказалась на её нынешнем месте.

## Происхождение названия
Названа по своему расположению недалеко от улицы Массена, в свою очередь несущей имя Андре Массена — французского военачальника начала XIX века.

## Достопримечательности
- Парк Тэт-д'Ор
- Бульвар Бельж[фр.]
- Улица Тронше[фр.]
- Лицей Парк[фр.] (1914)

## Наземный транспорт
Со станции существует пересадка на следующие виды транспорта:

  — автобус